# Dreptul la învățământ

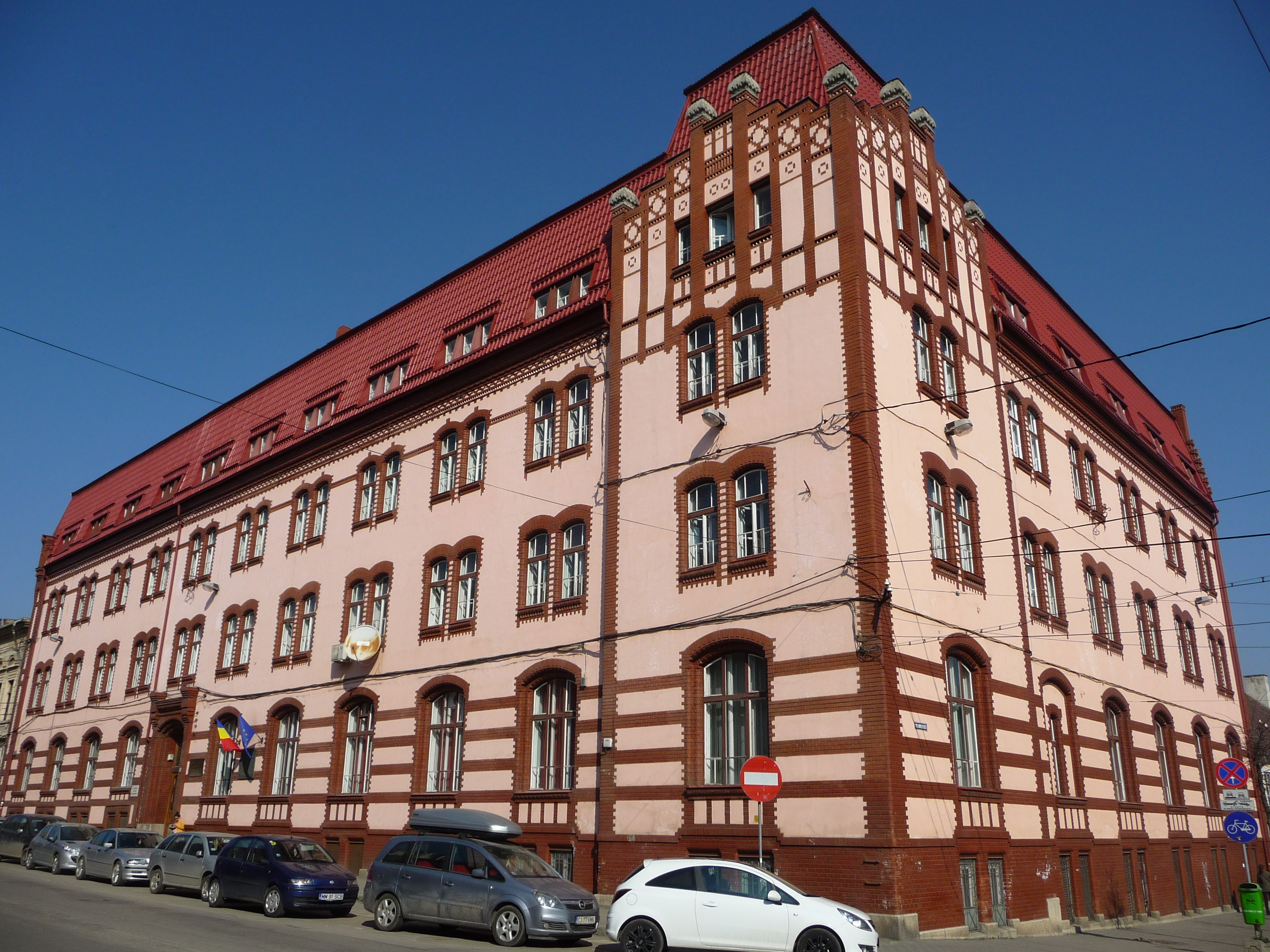
Facultatea de Drept a Universității Babeș-Bolyai, o instituție de învățământ superior.

Dreptul la învățământ reprezintă dreptul oricărei ființe umane la instruire și educație. Acesta a fost recunoscut de-a lungul timpului ca un drept al omului de mai multe convenții internaționale, printre care Pactul internațional pentru drepturile economice, sociale și culturale, care recunoaște dreptul la învățământ gratuit în ciclul primar, asigurarea învățământului secundar (care ulterior, de asemenea, este menit să fie gratuit), și obligația de susținere a învățământului superior, de preferat prin introducerea programelor gratuite. În 2021, 171 de state au semnat Pactul.